# Streitbach (Gemeinde Schweiggers)
Streitbach ist eine Ortschaft und eine Katastralgemeinde der Gemeinde Schweiggers im Bezirk Zwettl in Niederösterreich.

## Geschichte
Laut Adressbuch von Österreich waren im Jahr 1938 in Streitbach ein Viehhändler und ein Landwirt mit Direktvertrieb ansässig.

## Siedlungsentwicklung
Zum Jahreswechsel 1979/1980 befanden sich in der Katastralgemeinde Streitbach insgesamt 23 Bauflächen mit 14.714 m² und 27 Gärten auf 12.212 m², 1989/1990 gab es 18 Bauflächen. 1999/2000 war die Zahl der Bauflächen auf 46 angewachsen und 2009/2010 bestanden 30 Gebäude auf 52 Bauflächen.

## Bodennutzung
Die Katastralgemeinde ist landwirtschaftlich geprägt. 250 Hektar wurden zum Jahreswechsel 1979/1980 landwirtschaftlich genutzt und 79 Hektar waren forstwirtschaftlich geführte Waldflächen. 1999/2000 wurde auf 244 Hektar Landwirtschaft betrieben und 84 Hektar waren als forstwirtschaftlich genutzte Flächen ausgewiesen. Ende 2018 waren 240 Hektar als landwirtschaftliche Flächen genutzt und Forstwirtschaft wurde auf 85 Hektar betrieben. Die durchschnittliche Bodenklimazahl von Streitbach beträgt 23,6 (Stand 2010).